# Gonçalo Carvalho
Gonçalo Carvalho (17 de Abril de 1988) é um actor e dobrador português.
Formado na Escola Profissional de Teatro de Cascais é também um dos fundadores da Companhia de Teatro PALCO13.

## Carreira
Em 2000 Gonçalo Carvalho estreia-se no musical Amália de Filipe La Féria.
Em televisão participa nas séries Anjo Selvagem, Amanhecer e Super Pai, transmitidas pela TVI.
Entre 2003 e 2006 frequenta e conclui o curso de Interpretação da Escola Profissional de Teatro de Cascais. Faz também um workshop de Expressão Corporal, com Marta Carrasco, em Barcelona.
Entre 2006 e 2010 participa nas seguintes peças do Teatro Experimental de Cascais: A Visão de Amy de David Hare, A Cozinha de Arnold Wesker, João Bosco, Rebelde Sonhador, de Maria do Céu Ricardo, O Inferno, de Bernardo Santareno, Aquário na Gaiola, de Júlia Nery, Dom Carlos, de Teixeira de Pascoaes, Muito Barulho por Nada, de William Shakespeare, Rosencrantz e Guildenstern estão mortos, de Tom Stoppard, Arsénico e Rendas Velhas, de Joseph Kesselring, encenadas por Carlos Avilez.
Nas peças A Cozinha, O Inferno e Muito Barulho por Nada fez assistência de encenação.
Desde 2010 que faz parte da companhia PALCO13, onde integrou o elenco das seguintes peças:
Leandro, Rei da Helíria, de Alice Vieira; As Muralhas de Elsinore, de Hugo Barreiros; Subway, de Hugo Barreiros; Dois Reis e um Sono, de Natália Correia; Do Amor Não se Foge, de William Shakespeare; A Reunião, de Hugo Barreiros; Aegri Somnia, de Luís Lobão, O Soldado Fanfarrão, de Plauto e Feio, de Marius von Mayenburg. Em 2014 colabora com Maria João Luís na companhia do Teatro da Terra em "A Dama do Maxim" de George Feydeau, com encenação de Fernando Gomes, e "A Abetarda" de João Monge com encenação de Maria João Luís. Nesse mesmo ano participa na série de televisão russa Mata Hari.
Faz dobragens e participações na televisão com regularidade.